# Reiko Momochi
Reiko Momochi (jap. ももち 麗子, Momochi Reiko; * 25. Februar (Jahr unbekannt) in Tokio) ist eine japanische Manga-Zeichnerin, deren Werke dem Shōjo-Genre zuzuordnen sind. 

## Confidential Confessions
Confidential Confessions (jap. 問題提起作品集, Mondaiteiki sakuhinshū, wörtlich etwa „Gesammelte Werke zu Problemen“) ist eine Reihe von Kurzgeschichten, die in Form von mehreren Sammelbänden veröffentlicht worden sind. In den voneinander unabhängigen Episoden geht es um Probleme von Mädchen im Teenager-Alter wie beispielsweise Selbstmordgedanken, Selbstverletzendes Verhalten, sexuelle Belästigung, Prostitution und Mobbing. Im Original erschien der Manga von 2000 bis 2002 in der Zeitschrift Dessert des Verlags Kodansha. Auf Deutsch erschien die Serie bei Tokyopop zunächst von 2004 bis 2005 in 6 Einzelbänden, bevor sie 2018 in 4 Doppelbänden erneut aufgelegt wurde.

## Daisy
Ebenfalls im Magazin Dessert bei Kodansha erschien 2012 der Manga Daisy (jap. デイジー 〜3.11 女子高生たちの選択〜, Deijī 〜3.11 joshikōsei-tachi no sentaku〜, wörtlich etwa „Daisy – die Entscheidung der 11.-März-Oberschülerinnen“). Dieser Manga basiert auf dem Roman Pierrot von Teruhiro Kobayashi, Darai Kusanagi und Tomoji Nobuta. Er erzählt die fiktive Geschichte einer Oberschülerin aus Fukushima-shi und den Nachwirkungen der Nuklearkatastrophe von Fukushima auf ihr Leben und das ihrer Schulfreundinnen. Obwohl sie weit außerhalb der radioaktiv verseuchten Evakuierungszone leben, haben sie mit Problemen zu kämpfen wie beispielsweise der Angst vor gesundheitlichen Spätfolgen etwaiger Verstrahlung, dem Wegzug vieler Mitschüler in andere Präfekturen, dem Niedergang von Landwirtschaft und Tourismus, was ihre Eltern in wirtschaftliche Schwierigkeiten bringt, oder sozialer Ausgrenzung durch Auswärtige. Das Schicksal unmittelbar von der Katastrophe Betroffener aus der Evakuierungszone wird ebenfalls thematisiert, als die Protagonistinnen die Bewohner eines Flüchtlingsheims kennenlernen. 2016 veröffentlichte der Verlag Egmont Daisy auf Deutsch in einem Band unter dem Titel „Daisy aus Fukushima“. Ein Teil des Erlöses aus den Buchverkäufen dieser Ausgabe ging als Spende an das Projekt „Hilfe für Japan“ der Deutsch-Japanischen Gesellschaft Dortmund in der Auslandsgesellschaft NRW e.V., das in Zusammenarbeit mit der japanischen Organisation „Okinawa Kuminosato“ Feriencamps auf Okinawa für Kinder aus Fukushima durchführte.

## Weitere Werke (Auswahl)
- 神様に見捨てられた20日間, Kamisama ni misutereta 20 hiai, 2005
- こころ, Kokoro, 2006
- ジンクス!!!, Jinx!!!, 2013
- とけない恋とチョコレート, Tokenai koi to chokorēto, 2016; dt. bei Egmont als Bittersweet Chocolate (2018)